# 甲状腺刺激ホルモン放出ホルモン

TRHの構造式

甲状腺刺激ホルモン放出ホルモン（こうじょうせんしげきほるもんほうしゅつホルモン、thyrotropin-releasing hormone, TRH）は、チロリベリン（Thyroliberin）とも呼ばれる視床下部から放出されるペプチドホルモンで、下垂体前葉からの甲状腺刺激ホルモンやプロラクチンの分泌を調節している。
TRHは脳のほか、消化管やランゲルハンス島からも検出される。合成TRHは視床下部や甲状腺の機能を検査する目的で使用されることがある。

## 発見の経緯
ロジェ・ギルマン (Roger Guillemin) とアンドリュー・ウィクター・シャリー (Andrzej W. Schally) は当時仮説として想定されていた視床下部ホルモンの抽出で鎬を削っていた。しかし数十万頭におよぶ大型動物（ギルマンはヒツジ・シャリーはブタ）の視床下部組織を用いての抽出作業は決して簡単ではなかった。2人は1962年頃に抽出困難な副腎皮質刺激ホルモン放出ホルモンから手を引き、TRHの抽出にかかったがこちらもすぐには成果が出なかった。1969年にようやくピログルタミン酸・ヒスチジン・プロリンの3残基からなりC末端がアミド化されたペプチド (Glp-His-Pro-NH2) であることが、それぞれのグループからほぼ同時に報告された。TRHが実際に視床下部から抽出されたことによってはじめて、視床下部が下垂体前葉の分泌を調節しているという仮説が証明されたと言える。ギルマンとシャリーはこの功績により、1977年にノーベル生理学・医学賞を受賞した。